# Katarzyna Bazarnik
Katarzyna Bazarnik (ur. 1970) – polska historyczka literatury angielskiej, tłumaczka, wykładowczyni, współtwórczyni i teoretyczka liberatury.

## Życiorys
W 1995 roku ukończyła studia magisterskie w Instytucie Filologii Angielskiej Uniwersytetu Jagiellońskiego, po czym w 2007 roku doktoryzowała się na macierzystej uczelni na podstawie pracy Some Aspects of Spatiality of the Literary Work as Exemplified by James Joyce's Giacomo Joyce, Ulysses and Finnegans Wake (with a reference to L. Sterne, S. Mallarmé, B. S. Johnson and R. Federman. Przedmiotem jej rozprawy habilitacyjnej Liberature. A Book-bound Genre (2017) było zagadnienie liberatury. Jako adiunkt Zakładu Komparatystyki Literackiej i Kulturowej Instytutu Filologii Angielskiej UJ wykłada historię literatury brytyjskiej, literaturę multimodalną, przekładoznawstwo i metodologię badań literackich. Prowadzi także warsztaty tłumaczeniowe w ramach Katedry UNESCO do Badań nad Przekładem i Komunikacją Międzykulturową. Wykładała gościnnie na zagranicznych uniwersytetach, w tym Uniwersytecie Tokijskim czy School of the Arts Institute w Chicago.
Do jej obszaru zainteresowań należą twórczość Jamesa Joyceʼa, ikoniczność w literaturze, literatura awangardowa i eksperymentalna. Wraz z Zenonem Fajferem jest współtwórczynią i teoretyczką liberatury i współredaktorką serii wydawniczej Liberatura w wydawnictwie Ha!art. W 2002 roku redagowała pierwszą publikację krytycznoliteracką dotyczącą zagadnienia, pt. Od Joyce’a do liberatury. Redagowała lub współredagowała także inne monografie i numery czasopism, w tym dwa numery „Literatury na Świecie” poświęcone Joyce’owu (2004) i B.S. Johnsonowi (2008). Zapoczątkowała i następnie zorganizowała sześć edycji konferencji Bloomsday in Kraków. Zajmuje się także przekładem z języka polskiego na angielski i z angielskiego na polski, tłumaczyła m.in. powieści Nieszczęśni (2008) i Przełożona w normie (2010) B.S. Johnsona, czy poezję i eseje Zenona Fajfera.
Należy do International James Joyce Foundation, Polskiego Towarzystwa Estetycznego i European Association of Modernist Studies.

## Publikacje książkowe

### naukowe
- Liberature (wraz z Zenonem Fajferem), 2005[6]
- Joyce and Liberature, 2011 Od Joyce’a do liberatury
- Liberature. A Book-bound Genre, 2016[2]

### literackie
- Oka-leczenie (wraz z Zenonem Fajferem), 2000
- (O)patrzenie (wraz z Zenonem Fajferem), 2003[2]